# كريس مورتنسن
كريس مورتنسن (بالإنجليزية: Chris Mortensen)‏ هو كاتب العمود وصحفي أمريكي، ولد في 7 نوفمبر 1951 في توررانسي في الولايات المتحدة.